# 2004-es rövid pályás úszó-világbajnokság
A 2004-es rövid pályás úszó-világbajnokságot október 7. és október 11. között rendezték Indianapolisban. A vb-n 40 versenyszámban avattak világbajnokot.

## Éremtáblázat
| Hely. | Nemzet             | Arany | Ezüst | Bronz | Összesen |
| 1.    | Egyesült Államok   | 21    | 10    | 10    | 41       |
| 2.    | Ausztrália         | 7     | 15    | 8     | 30       |
| 3.    | Egyesült Királyság | 2     | 3     | 0     | 5        |
| 4.    | Oroszország        | 2     | 0     | 2     | 4        |
| 5.    | Svédország         | 1     | 4     | 4     | 9        |
| 6.    | Brazília           | 1     | 1     | 3     | 5        |
| 7.    | Németország        | 1     | 1     | 1     | 3        |
| 8.    | Hollandia          | 1     | 0     | 1     | 2        |
| 8.    | Japán              | 1     | 0     | 1     | 2        |
| 8.    | Szlovákia          | 1     | 0     | 1     | 2        |
| 8.    | Szlovénia          | 1     | 0     | 1     | 2        |
| 8.    | Tunézia            | 1     | 0     | 1     | 2        |
| 9.    | Kína               | 0     | 2     | 1     | 3        |
| 10.   | Kanada             | 0     | 1     | 3     | 4        |
| 11.   | Románia            | 0     | 1     | 1     | 2        |
| 12.   | Algéria            | 0     | 1     | 0     | 1        |
| 12.   | Olaszország        | 0     | 1     | 0     | 1        |
| 13.   | Kazahsztán         | 0     | 0     | 2     | 2        |
| 14.   | Horvátország       | 0     | 0     | 1     | 1        |
|       |                    |       |       |       |          |
|       | Összesen           | 40    | 40    | 41    | 121      |

## Eredmények
- WR = világrekord (World Record)
- CR = világbajnoki rekord (világbajnokságokon elért eddigi legjobb eredmény) (Championship Record)

### Férfi
| Versenyszám               | Arany                                                                         | Arany      | Ezüst                                                                               | Ezüst    | Bronz                                                                                 | Bronz    |
| ------------------------- | ----------------------------------------------------------------------------- | ---------- | ----------------------------------------------------------------------------------- | -------- | ------------------------------------------------------------------------------------- | -------- |
| 50 m-es gyorsúszás        | Mark Foster · Egyesült Királyság                                              | 21,58      | Stefan Nystrand · Svédország                                                        | 21,66    | Nicholas Santos · Brazília · Nick Brunelli · Egyesült Államok                         | 21,71    |
| 100 m-es gyorsúszás       | Jason Lezak · Egyesült Államok                                                | 47,97      | Salim Iles · Algéria                                                                | 48,07    | Rick Say · Kanada                                                                     | 48,38    |
| 200 m-es gyorsúszás       | Michael Phelps · Egyesült Államok                                             | 1:43,59    | Rick Say · Kanada                                                                   | 1:44,39  | Ryan Lochte · Egyesült Államok                                                        | 1:44,97  |
| 400 m-es gyorsúszás       | Yuri Prilukov · Oroszország                                                   | 3:40,79    | Chad Carvin · Egyesült Államok                                                      | 3:43,77  | Justin Mortimer · Egyesült Államok                                                    | 3:44,70  |
| 1500 m-es gyorsúszás      | Yuri Prilukov · Oroszország                                                   | 14:39,16   | Simone Ercoli · Olaszország                                                         | 14:53,89 | Dragoș Coman · Románia                                                                | 14:56,74 |
|                           |                                                                               |            |                                                                                     |          |                                                                                       |          |
| 50 m-es hátúszás          | Thomas Rupprath · Németország                                                 | 23,51      | Matt Welsh · Ausztrália                                                             | 23,60    | Peter Marshall · Egyesült Államok                                                     | 23,93    |
| 100 m-es hátúszás         | Aaron Peirsol · Egyesült Államok                                              | 50,72 CR   | Matt Welsh · Ausztrália                                                             | 51,04    | Thomas Rupprath · Németország                                                         | 51,20    |
| 200 m-es hátúszás         | Aaron Peirsol · Egyesült Államok                                              | 1:50,52 WR | Matt Welsh · Ausztrália                                                             | 1:52,54  | Arkady Vyatchanin · Oroszország                                                       | 1:54,20  |
|                           |                                                                               |            |                                                                                     |          |                                                                                       |          |
| 50 m-es mellúszás         | Brendan Hansen · Egyesült Államok                                             | 26,86      | Brenton Rickard · Ausztrália                                                        | 27,09    | Stefan Nystrand · Svédország                                                          | 27,28    |
| 100 m-es mellúszás        | Brendan Hansen · Egyesült Államok                                             | 58,45      | Brenton Rickard · Ausztrália                                                        | 58,64    | Vladislav Polyakov · Kazahsztán                                                       | 59,07    |
| 200 m-es mellúszás        | Brendan Hansen · Egyesült Államok                                             | 2:04,98 CR | Brenton Rickard · Ausztrália                                                        | 2:08,34  | Vladislav Polyakov · Kazahsztán                                                       | 2:08,36  |
|                           |                                                                               |            |                                                                                     |          |                                                                                       |          |
| 50 m-es pillangóúszás     | Ian Crocker · Egyesült Államok                                                | 22,71 WR   | Mark Foster · Egyesült Királyság                                                    | 23,22    | Duje Draganja · Horvátország                                                          | 23,26    |
| 100 m-es pillangóúszás    | Ian Crocker · Egyesült Államok                                                | 50,18 CR   | James Hickman · Egyesült Királyság                                                  | 51,13    | Peter Mankoč · Szlovénia                                                              | 51,66    |
| 200 m-es pillangóúszás    | James Hickman · Egyesült Királyság                                            | 1:53,41    | Ioan Gherghel · Románia                                                             | 1:54,06  | Wu Peng · Kína                                                                        | 1:54,51  |
|                           |                                                                               |            |                                                                                     |          |                                                                                       |          |
| 100 m-es vegyes úszás     | Peter Mankoč · Szlovénia                                                      | 52,66 CR   | Thomas Rupprath · Németország                                                       | 53,35    | Thiago Pereira · Brazília                                                             | 53,75    |
| 200 m-es vegyes úszás     | Thiago Pereira · Brazília                                                     | 1:55,78    | Ryan Lochte · Egyesült Államok                                                      | 1:55,86  | Uszáma el-Mellúli · Tunézia                                                           | 1:56,23  |
| 400 m-es vegyes úszás     | Uszáma el-Mellúli · Tunézia                                                   | 4:07,02    | Robin Francis · Egyesült Királyság                                                  | 4:08,06  | Eric Shanteau · Egyesült Államok                                                      | 4:08,94  |
|                           |                                                                               |            |                                                                                     |          |                                                                                       |          |
| 4 × 100 m-es gyorsváltó   | Egyesült Államok · Nick Brunelli · Neil Walker · Nate Dusing · Jason Lezak    | 3:09,96    | Brazília · César Cielo Filho · Thiago Pereira · Christiano Santos · Nicholas Santos | 3:12,73  | Kanada · Mike Mintenko · Matthew Rose · Adam Sioui · Rick Say                         | 3:13,62  |
| 4 × 200 m-es gyorsváltó   | Egyesült Államok · Ryan Lochte · Chad Carvin · Dan Ketchum · Justin Mortimer  | 7:03,71    | Ausztrália · Nicholas Sprenger · Andrew Mewing · Brendan Huges · Joshua Krogh       | 7:03,78  | Brazília · Rodrigo Castro · Thiago Pereira · Rafael Mosca · Lucas Salatta             | 7:06,64  |
| 4 × 100 m-es vegyes váltó | Egyesült Államok · Aaron Peirsol · Brendan Hansen · Ian Crocker · Jason Lezak | 3:25,09 WR | Ausztrália · Matthew Welsh · Brenton Rickard · Andrew Richards · Andrew Mewing      | 3:29,72  | Oroszország · Arkady Vyatchanin · Andrei Ivanov · Nikolay Skvortsov · Andrey Kapralov | 3:32,11  |

### Női
| Versenyszám               | Arany                                                                               | Arany      | Ezüst                                                                                       | Ezüst   | Bronz                                                                             | Bronz   |
| ------------------------- | ----------------------------------------------------------------------------------- | ---------- | ------------------------------------------------------------------------------------------- | ------- | --------------------------------------------------------------------------------- | ------- |
| 50 m-es gyorsúszás        | Marleen Veldhuis · Hollandia                                                        | 24,41      | Libby Lenton · Ausztrália                                                                   | 24,54   | Therese Alshammar · Svédország                                                    | 24,63   |
| 100 m-es gyorsúszás       | Libby Lenton · Ausztrália                                                           | 52,67      | Josefin Lillhage · Svédország                                                               | 53,56   | Marleen Veldhuis · Hollandia                                                      | 53,88   |
| 200 m-es gyorsúszás       | Josefin Lillhage · Svédország                                                       | 1:56,35    | Lindsay Benko · Egyesült Államok                                                            | 1:56,48 | Dana Vollmer · Egyesült Államok                                                   | 1:58,05 |
| 400 m-es gyorsúszás       | Kaitlin Sandeno · Egyesült Államok                                                  | 4:02,01    | Sara McLarty · Egyesült Államok                                                             | 4:04,49 | Sachiko Yamada · Japán                                                            | 4:04,64 |
| 800 m-es gyorsúszás       | Sachiko Yamada · Japán                                                              | 8:18,21    | Kate Ziegler · Egyesült Államok                                                             | 8:20,55 | Melissa Gorman · Ausztrália                                                       | 8:25,38 |
|                           |                                                                                     |            |                                                                                             |         |                                                                                   |         |
| 50 m-es hátúszás          | Haley Cope · Egyesült Államok                                                       | 27,49      | Gao Chang · Kína                                                                            | 27,55   | Sophie Edington · Ausztrália                                                      | 28,17   |
| 100 m-es hátúszás         | Haley Cope · Egyesült Államok                                                       | 59,03      | Gao Chang · Kína                                                                            | 59,61   | Sophie Edington · Ausztrália                                                      | 59,64   |
| 200 m-es hátúszás         | Margaret Hoelzer · Egyesült Államok                                                 | 2:05,84    | Tayliah Zimmer · Ausztrália                                                                 | 2:08,05 | Melissa Ingram · Új-Zéland                                                        | 2:08,54 |
|                           |                                                                                     |            |                                                                                             |         |                                                                                   |         |
| 50 m-es mellúszás         | Brooke Hanson · Ausztrália                                                          | 30,20      | Jade Edmistone · Ausztrália                                                                 | 30,21   | Tara Kirk · Egyesült Államok                                                      | 30,61   |
| 100 m-es mellúszás        | Brooke Hanson · Ausztrália                                                          | 1:05,36 CR | Jade Edmistone · Ausztrália                                                                 | 1:05,97 | Tara Kirk · Egyesült Államok                                                      | 1:06,33 |
| 200 m-es mellúszás        | Brooke Hanson · Ausztrália                                                          | 2:21,68    | Amanda Beard · Egyesült Államok                                                             | 2:22,53 | Sarah Katsoulis · Ausztrália                                                      | 2:22,97 |
|                           |                                                                                     |            |                                                                                             |         |                                                                                   |         |
| 50 m-es pillangóúszás     | Jenny Thompson · Egyesült Államok                                                   | 25,89      | Anna-Karin Kammerling · Svédország                                                          | 26,02   | Libby Lenton · Ausztrália                                                         | 26,53   |
| 100 m-es pillangóúszás    | Martina Moravcová · Szlovákia                                                       | 57,38      | Rachel Komisarz · Egyesült Államok                                                          | 57,85   | Jenny Thompson · Egyesült Államok                                                 | 58,13   |
| 200 m-es pillangóúszás    | Kaitlin Sandeno · Egyesült Államok                                                  | 2:06,95    | Mary Descenza · Egyesült Államok                                                            | 2:07,79 | Audrey Lacroix · Kanada                                                           | 2:08,35 |
|                           |                                                                                     |            |                                                                                             |         |                                                                                   |         |
| 100 m-es vegyes úszás     | Brooke Hanson · Ausztrália                                                          | 1:00,01    | Shayne Reese · Ausztrália                                                                   | 1:00,92 | Martina Moravcová · Szlovákia                                                     | 1:00,95 |
| 200 m-es vegyes úszás     | Brooke Hanson · Ausztrália                                                          | 2:09,81    | Lara Carroll · Ausztrália                                                                   | 2:10,58 | Katie Hoff · Egyesült Államok                                                     | 2:10,61 |
| 400 m-es vegyes úszás     | Kaitlin Sandeno · Egyesült Államok                                                  | 4:30,12    | Katie Hoff · Egyesült Államok                                                               | 4:33,09 | Lara Carroll · Ausztrália                                                         | 4:35,46 |
|                           |                                                                                     |            |                                                                                             |         |                                                                                   |         |
| 4 × 100 m-es gyorsváltó   | Egyesült Államok · Amanda Weir · Kara Lynn Joyce · Lindsay Benko · Jenny Thompson   | 3:35,07    | Svédország · Josefin Lillhage · Anna-Karin Kammerling · Johanna Sjöberg · Therese Alshammar | 3:35,83 | Ausztrália · Libby Lenton · Louise Tomlinson · Danni Miatke · Shayne Reese        | 3:36,18 |
| 4 × 200 m-es gyorsváltó   | Egyesült Államok · Dana Vollmer · Rachel Komisarz · Lindsay Benko · Kaitlin Sandeno | 7:47,72    | Ausztrália · Libby Lenton · Danni Miatke · Louise Tomlinson · Shayne Reese                  | 7:51,39 | Svédország · Ida Mattsson · Johanna Sjöberg · Josefin Lillhage · Petra Granlund   | 7:54,39 |
| 4 × 100 m-es vegyes váltó | Ausztrália · Sophie Edington · Brooke Hanson · Jessicah Schipper · Libby Lenton     | 3:54,95 WR | Egyesült Államok · Haley Cope · Tara Kirk · Jenny Thompson · Kara Lynn Joyce                | 3:55,68 | Svédország · Therese Svendsen · Sara Larsson · Johanna Sjöberg · Josefin Lillhage | 4:01,76 |